# Luxurious
Luxurious – jest to piąty singel z debiutanckiego solowego albumu Gwen Stefani "Love. Angel. Music. Baby.". Producentem tego utworu jest Nellee Hooper - producent współpracujący m.in. z Björk czy Massive Attack, oraz kolega Gwen z zespołu No Doubt - Tony Kanal, autorką słów sama Gwen. W wersji singlowej tego utworu Gwen partneruje raper Slim Thug.